# 프톨레마이오스 8세 에우에르게테스
프톨레마이오스 8세 에우에르게테스(고대 그리스어: Πτολεμαῖος Εὐεργέτης, 기원전 182년경 - 기원전 116년 6월 26일)은 비만으로 피스콘( Φύσκων　‘배불뚝이’라는 뜻)이라는 별명이 있었던 이집트 프톨레마이오스 왕조의 왕이다.

## 생애
기원전 170년 시리아의 안티오코스 4세가 이집트를 침공하여 프톨레마이오스 6세 필로메토르를 잡아 시리아의 허수아비로 만들려고 했기 때문에 그에 대항하여 알렉산드리아는 에우에르게테스를 왕으로 추대하여 프톨레마이오스 8세의 통치가 시작된다.
형인 필로메토르는 멤피스 이남을, 동생인 에우에르게테스 알렉산드리아를 눌러 델타를 지배하면서, 동시에 두 명의 왕이 이집트에 군림하며 다투는 상황이 되었다. 이집트 백성은 에우에르게테스를 지지했지만, 로마 원로원은 안티오쿠스 4세의 후견으로 돌아섰다. 그러나 프톨레마이오스 6세는 반대로 동생과 로마와 결탁해서 권력을 잡으려했기 때문에 안티오쿠스 4세는 멤피스와 알렉산드리아에 군사를 보내 수도에 육박했다. 그러나 제3차 마케도니아 전쟁에 승리를 거두며, 양국을 중재할 여유가 가지게 된 로마는 카이우스 포필리우스 라에나스를 사신으로 파견한다. 안티오쿠스 4세는 더 이상 지중해에서 대항할 수 있는 세력이 없어진 강력한 로마의 중재에 응할 수밖에 없었으며, 시리아 병사가 퇴각시킨 뒤 이집트 프톨레마이오스 6세에게 맡겼고, 에우에르게테스도 키레나이카를 얻었다. 그러나 이후 이집트는 로마의 영향을 직접적으로 받게 된다.
프톨레마이오스 6세는 30년 가까이 안정된 정치를 했지만, 기원전 145년에 시리아에서 패배하여 전사하면서 그 부하였던 용병들은 승자 쪽으로 흡수되었으며, 때문에 에우에르게테스는 군대를 이끌고 이집트로 돌아와 왕의 아내였던 클레오파트라 2세와 그의 아들 프톨레마이오스 7세를 수중에 확보한다. 또한 모자의 생명을 보장하는 조건으로 클레오파트라 2세와 결혼하면서, 이후 딸인 클레오파트라 3세와도 결혼을 했다. 두 사람 사이에 아이가 태어나자 왕위 계승자로 내정된 프톨레마이오스 7세를 죽이고 로마의 지원을 받아 이집트를 장악했다.
그러나 모녀와 동시에 결혼한 것, 잇따른 전쟁과 증세로 인기가 떨어진 프톨레마이오스 8세는 백성들의 지지를 잃었다. 폭동이 일어나고 반도들이 궁궐을 에워싸기도 했다. 게다가 궁중에서 프톨레마이오스 8세와 클레오파트라 2세, 3세의 권력 다툼이 계속되었다. 결국 클레오파트라 2세가 알렉산드리아에서 군사를 일으켰기 때문에 프톨레마이오스 8세는 젊은 클레오파트라 3세와 키프로스로 탈출하게 된다. 이집트는 남은 클레오파트라 2세를 다스리게 되었지만, 프톨레마이오스 8세는 앙심을 품은 탓인지 자신과 클레오파트라 2세 사이에 태어난 아들인 멤파이테스를 썰어 죽이고 생일에 맞춰 보냈다고 전해진다. 또한 왕에 반대한 알렉산드리아의 지식인은 모두 앙갚음으로 추방과 숙청을 당했다. 그 가운데는 사모트라케의 아리스타르코스와 아테네의 아폴로도로스 등도 있었다. 기원전 145년에는 “모든 지식인들이 추방되었다. 문헌학자, 철학자, 기하학 교사, 음악가, 화가, 교사, 의사 외에도 있었다. 그 결과로 ‘학식이 그리스와 다른 이방인으로 빚어졌다’라고 아마도 그 희생자 중 한 명이 말했다. "(발카의 메넥레스, 그리스 역사가 단편집　270 F 9)
그리고 태세를 정비한 프톨레마이오스 8세는 기원전 129년에 키프로스에서 이집트로 쳐들어가 다시 이집트의 지배자로 복귀했다. 기원전 116년에 사망하였고, 유언에 따라 클레오파트라 3세가 이집트를 물려받았다.